# Пэсат, Юрие
Юрие Пэсат (Iurie Păsat) – депутат Парламента Молдавии.
Родился 9 августа 1972 года в селе Болчаны Хынчештского района.
С 1992 года занимался фермерством.
Дважды становился примаром (мэром) родного села ― с 2011 по 2015 и с 2019 по 2021 год. С 2015 по 2019 год специалист сельской администрации.
С 2021 года депутат Молдавского парламента от партии «Действие и солидарность», вице-председатель Комиссии по сельскому хозяйству и пищевой промышленности.
25 июля 2024 года возглавил депутатскую комиссию для определения мер, необходимых для преодоления кризиса в аграрном секторе. В течение 90 дней она должна была представить парламенту законопроект и пакет мер.
4 августа 2024 года Пэсат находился в родном селе Болчаны, полез на чердак и там на него напал осиный рой. Он потерял сознание от анафилактического шока и на следующий день утром умер в больнице.